# リトル・ミスンデン
リトル・ミスンデン(Little Missenden)は、英国バッキンガムシャー州のヴィレッジ。グレートミスンデンの南東3マイル、アマシャム西3マイルのチルターンヒルズに位置する。行政上はチルターンに属している。
「ミスンデン」(Missenden)とはアングロ・サクソン語が語源で、「湿原植物群落の谷」という意味である。ウィリアム一世が1086年に作成した土地台帳ドゥームズデイ・ブックにはMissedeneとして2つの村落があり、リトルミスンデンは3軒の地主が2ハイド(hide)(*1)の土地を所有していると記されている。その後、ウィリアム1世の異母兄弟ロバート(Robert, Count of Mortain (around Town Farm))の所有となり、ホルマー・グリーン(Holmer Green)が生まれた村に由来する名ホルマー領まで拡大されたという。リトルミスンデンの古い行政教区内の他の集落としてBeamond End、Mop End、Spurlands End、Little Kingshill、Brays Green、Hyde Heathがある。*1：英国の古い土地測量単位
リトルミスンデンのあちこちにサクソン人の村教会がMisbourne川のほとりに建てられている。教会は1000年以上もの時間をかけて広がった。古いものでは975年頃に建てられている。古い時代の壁画が教会内北壁に描かれている。
ロンドンとエイルズベリー(Aylesbury)を結ぶ幹線道路がリトルミスンデン中央を通り抜けている。そのとおり沿いにパブが2軒あり、The Red Lion、The Crownという。19世紀初頭にはバイパスが北側に建設された。これは現代の国道A413号である。
この村は映画やテレビ番組のロケ地としてここ数年よく使われている。風変りな小さな村だが、人気コメディ、アート・フェスティバルの舞台となっている。